# Dorothee Schumacher

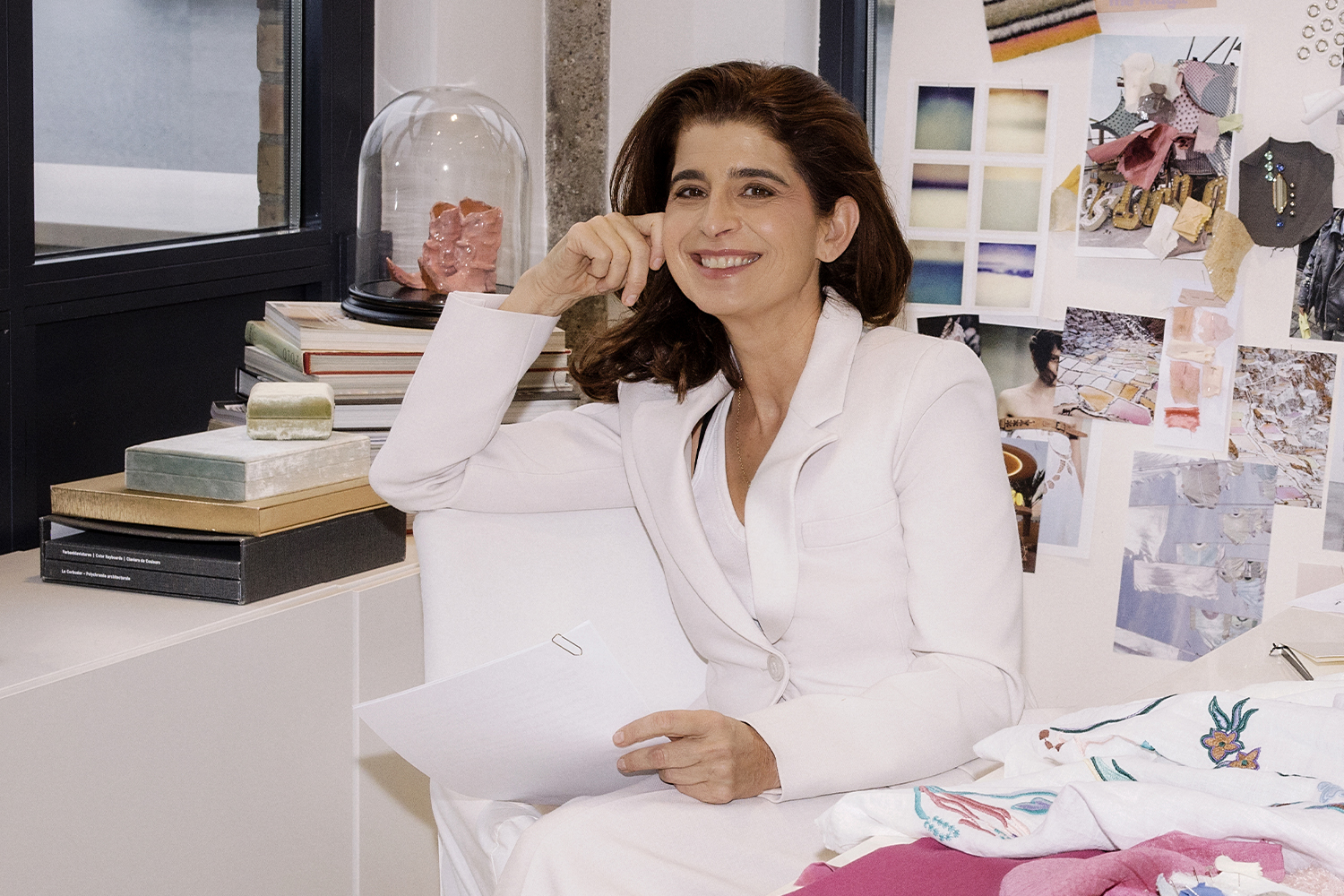
Dorothee Schumacher

Dorothee Schumacher (* 1966 in Düsseldorf) ist eine deutsche Modedesignerin und Unternehmerin. Sie ist Gründerin und Geschäftsführerin der Schumacher GmbH in Mannheim, die Ready-to-Wear Mode sowie Accessoires für Damen unter dem Label Dorothee Schumacher herstellt.

## Leben und Werdegang
Nach ihrem Schulabschluss erhielt Schumacher die erste Ausbildung beim Düsseldorfer Bekleidungshaus Peek & Cloppenburg. Anschließend lernte Schumacher Italienisch und absolvierte ein Praktikum in einer italienischen Strickmanufaktur. Daran schloss sich ein Aufenthalt in Frankreich an, wo sie – u. a. inspiriert von der Modeschöpferin Madame Grès (1903–1993) – ihre Erfahrungen in unterschiedlichen Kollektionen umsetzen konnte.
Schumacher ist Mutter von vier Kindern. Sie war bis 2007 mit Jörg Singhoff verheiratet und nahm nach der Scheidung wieder ihren Geburtsnamen Schumacher an.

## Selbstständigkeit

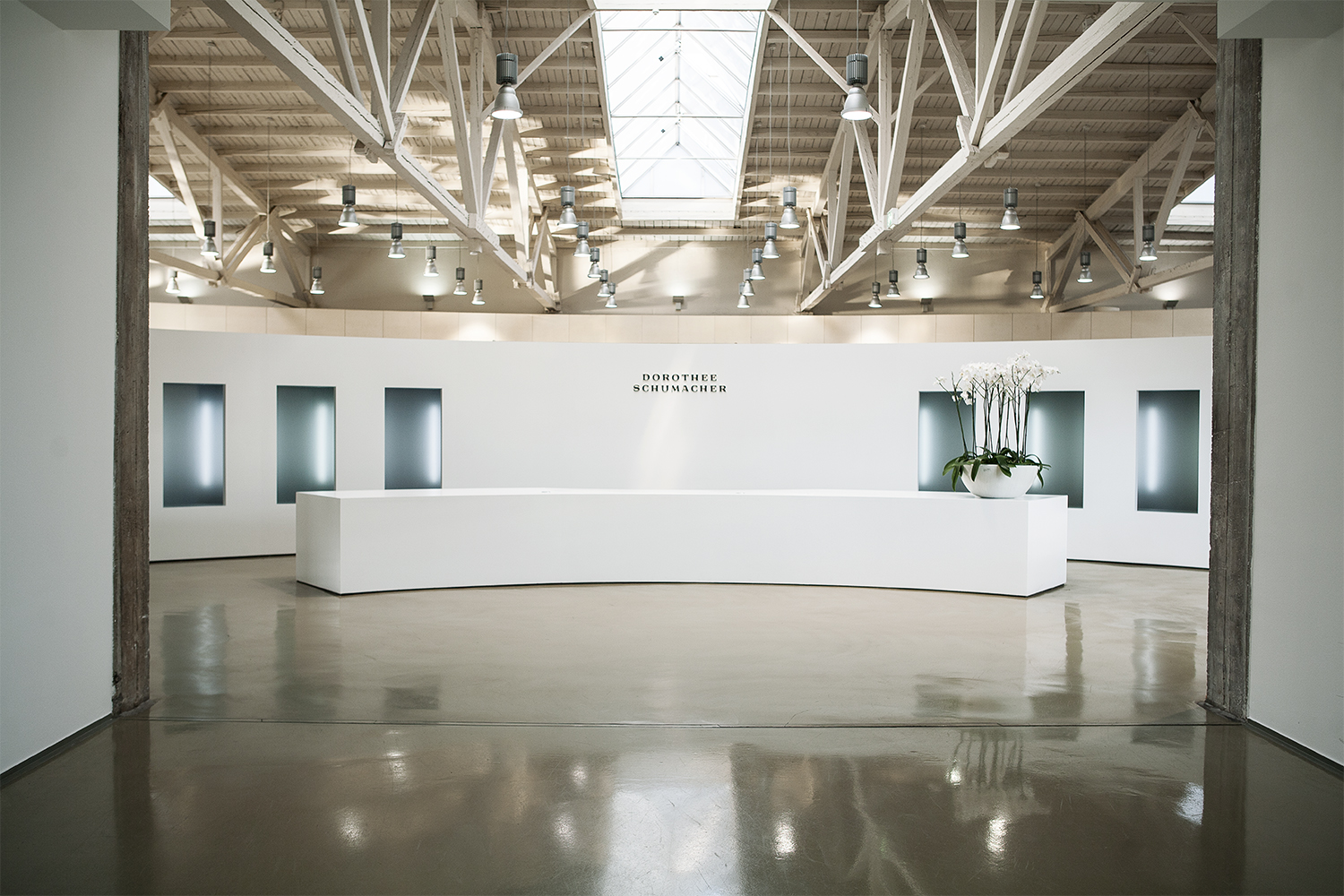
Headquarter Schumacher GmbH in Mannheim

Im Jahr 1989 gründete sie mit ihrem damaligen Mann Jörg Singhoff ihre eigene Modemarke Schumacher in Mannheim. Die erste Kollektion bestand aus drei T-Shirts. 1991 erweiterte sie ihre Kollektion um Strickwaren.
Für ihre Modemarke gründete Schumacher mit ihrem damaligen Mann 1992 die Schumacher GmbH und stellte erste Mitarbeiter ein. Nach der Scheidung übernahm sie die Geschäftsanteile ihres Ex-Mannes. Ab 1994 expandierte das Modeunternehmen nach Italien und eröffnete Showrooms in Düsseldorf und später auch in Mailand und Paris. Für den Firmensitz im Industriehafen Mannheim ließ Schumacher den französischen Architekten Yves Bayard im Jahr 1998 eine ehemalige Kartonagenfabrik in ein zweistöckiges Loft umbauen.
Im Jahr 2014 benannte die Designerin ihre Modemarke von Schumacher in Dorothee Schumacher um.
Zum Modeunternehmen gehören 200 Mitarbeiter und 8 eigenständige Läden an Standorten wie Berlin, Dresden, Frankfurt am Main, München und Düsseldorf, sowie Warschau, Posen und Madrid. Weiterhin verfügt das Modeunternehmen über Showrooms in Städten wie Antwerpen, New York, Paris und Mailand. Die Kollektionen sind in 46 Ländern in über 600 Modehäusern erhältlich und werden online in 49 Länder versendet. 2023 lag der Umsatz des Unternehmens bei 58 Millionen Euro. Die Hälfte des Umsatzes wurde dabei im Ausland generiert.
Schumachers Kollektionen bestehen aus Damenoberbekleidung, Ready to Wear, Schuhen, Taschen und Accessoires wie Schmuck für Frauen. Das Modeunternehmen setzt auf Nachhaltigkeit, indem es unter anderem langlebige Materialien verwendet. Schumacher erklärte in einem Interview, dass die Kleidungsstücke so gestaltet werden, dass sie sich nahtlos mit verschiedenen Kollektionen kombinieren lassen, um die Zeitlosigkeit der Kleidung zu fördern. Prominente Träger ihrer Mode sind unter anderem Taylor Swift, Joy Denalane, Sophie von Kessel, Milla Jovovich, Iris Berben, Kate Hudson, und Elle Macpherson.

## Ausstattung, Modenschauen und Ausstellungen (Auswahl)
Schumacher zeigt ihre Kollektionen seit 2009 regelmäßig auf der Berlin Fashion Week. Ihre Kollektionen eröffneten zudem mehrfach die Fashion Week, darunter in 2009 und 2017.
Zu den weiteren Modenschauen und Ausstellungen gehören zudem:
- 2006: Ausstattung für den Hollywoodfilm Der Teufel trägt Prada, wobei Anne Hathaway und Meryl Streep ausgestattet wurden.[2][18]
- 2009: Ausstellung Surrealismus meets Fashion im Wilhelm-Hack-Museum Ludwigshafen, anlässlich der Ausstellung Gegen jede Vernunft – Surrealismus Paris-Prag, (14. November 2009–14. Februar 2010).[30]
- 2010: New York Fashion Week.[31]
- 2011: China Fashion Week.[32]
- 2022: Ausstattung für Taylor Swift bei ihrem Auftritt in The Tonight Show, gestyled durch Joseph Cassell Falconer.[22]
- 2024: Friends of Dorothee Festival mit der Runway Show der Spring/Summer 2025 Kollektion.[33]

## Soziales Engagement
Mit UNICEF verbindet Dorothee Schumacher seit 2004 eine Zusammenarbeit für das Projekt Bal Shiksha, ein Bildungsprojekt für benachteiligte Mädchen in Nepal. Des Weiteren engagiert sie sich für die Cancer Association of South Africa gegen Brustkrebs. Als Jurorin des European Design Award Apolda setzt sie sich für die Förderung von Nachwuchs-Modedesignern aus Europa ein.